# Croce Rossa del Botswana

il simbolo della Croce Rossa

La Società della Croce Rossa del Botswana è la società nazionale di Croce Rossa della Repubblica del Botswana, stato dell'Africa meridionale. La Società conta circa 3.350 tra membri e volontari (nel 2001).

## Denominazione ufficiale
- Botswana Red Cross Society (BRCS), in inglese, lingua ufficiale dello Stato e dell'Associazione.

## Storia
La Società della Croce Rossa del Botswana fu fondata nel 1968 e nel 1970 venne riconosciuta dal CICR.

## Organizzazione
Il massimo organo di governo della società è il Comitato Nazionale Esecutivo, composto da sette membri (di cui il settimo è il Segretario Generale ex officio) che si riuniscono mensilmente.

## Attività
La BRCS è uno dei membri del Rome Consensus per la lotta alla tossicodipendenza.